# محمود میرزا (پسر ناصرالدین‌شاه)
سلطان محمود میرزا؛ (زاده سال ۱۲۶۵) شاهزاده قاجار، دومین فرزند و اولین ولیعهد ناصرالدین شاه بود. مادرش گلین خانم از نوادگان فتحعلی شاه بود. محمود میرزا در یازده ماهگی درگذشت.

## زندگینامه
نخستین ولیعهد ناصرالدین شاه موسوم بود به سلطان محمود میرزا از بطن گلین خانم دختر احمدعلی میرزا پسر نوزدهم فتحعلی شاه که اولین همسر عقدی ناصرالدین شاه در زمان ولیعهدی بود. از این زن در شب هفدهم رجب سال ۱۲۶۵ قمری یعنی یکسال بعد از به شاهی رسیدن ناصرالدین شاه، پسری متولد شد که محمود میرزا نامیده شد. چون ناصرالدین شاه تا آن تاریخ به علت نداشتن اولاد ذکور نتوانسته بود ولیعهدی برای خود معین کند، پس از ولادت این طفل با امیرکبیر درباره ولایتعهدی او مشورت کرد، امیر هم رای شاه را تصویب کرد و برحسب وقتی که ستاره شناسان انتخاب کردند در روز جمعه هفدهم ذالقعده ۱۲۶۵ برای اعلام ولیعهدی طفل نوزاد معین شد. در این روز مجلس رسمی باشکوهی برگذار گردید و فرمان ولیعهدی سلطان محمود میرزای ۴ ماهه صادر شد. ولی دست تقدیر حدود هفت ماه بعد در رمضان سال ۱۲۶۶، طفلی که پادشاهی در انتظارش بود چشم از جهان فروبست.

## منبع
- سرنوشت ولیعهدهای ناصرالدین شاه.